# Cliffortia lepida
Cliffortia lepida är en rosväxtart som beskrevs av August Henning Weimarck. Cliffortia lepida ingår i släktet Cliffortia och familjen rosväxter. Inga underarter finns listade i Catalogue of Life.